# تاليا أولفينو
تاليا أولفينو (بالإسبانية: Thalía Olvino)‏ (من مواليد 19 مايو 1999) عارضة أزياء فنزويلية وحاملة لقب ملكة جمال التي توجت ملكة جمال فنزويلا 2019. وقد مثلت ولاية دلتا أماكورو في المسابقة، من قبل إيزابيلا رودريغيز ملكة جمال فنزويلا 2018. وسوف تمثل الآن فنزويلا في مسابقة ملكة جمال العالم 2019.